# Vladimir Petrovič Grebněv

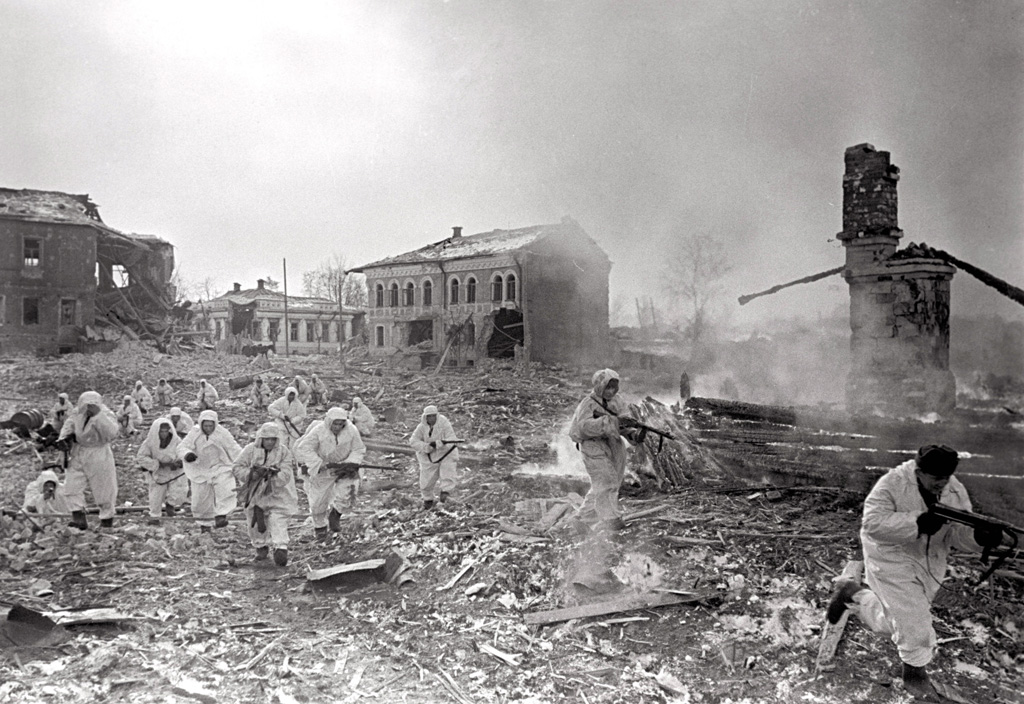
Sovětští skauti vstupují do města Juchnov, 10. dubna 1942

Vladimir Petrovič Grebněv (1907, Moskva – 1976, tamtéž) byl sovětský fotoreportér, během Velké vlastenecké války, fotograf oficiálního tištěného vydání třetí armády novin Frontovik a hodností nadporučík.

## Životopis
Vladimir Petrovič Grebněv se narodil v Moskvě v roce 1907. Žil v Presněnském rajónu, měl rád sport, byl členem sportovní společnosti „Spartak“, účastnil se městských soutěží v atletice a běhu. Než se stal profesionálním fotografem, vyzkoušel několik zaměstnání: pracoval jako typograf, expeditor v továrně a pomocný režisér v Mosfilmu. Ve 30. letech začal pracovat jako profesionální fotograf, podílel se na práci fotografického studia Výstavy úspěchů národního hospodářství, spolupracoval s řadou moskevských vydavatelství, zejména s časopisem Naši dostiženija.
V červnu 1941 byl povolán do Rudé armády, od srpna 1941 do aktivní armády. Od začátku Velké vlastenecké války byl fotoreportérem novin Krasnaya Zvezda. Od července 1942 v redakci armádních novin „Frontovik“ – oficiální tištěné vydání 3. úderné armády, se kterým prošel bojovou pouť z Moskvy do Berlína. Grebněv během vojenských operací fotografoval přímo z první linie, stejně jako portrétní fotografie těch, kteří se vyznamenali, nominovaných na ceny, vojáků a velitelů. Nejslavnější jeho fotografie zachycují osvobození Nevelu a poslední měsíce a dny války, pořízené v Berlíně a jeho okolí. Grebněvovy fotografie byly také publikovány ve frontovém a centrálním tisku.
Během bitev o Nevel v říjnu 1943 vstoupil do města Vladimir Grebněv s výsadkáři na palubě tanku 78. tankové brigády a pořídil více než 20 snímků. Následně z jeho fotografií byly připraveny výstavy fotografií „Boje za Velikije Luki“ a „Boje za Nevel“. Další válečná cesta nadporučíka Grebněva jako součást 3. úderné armády vedla pobaltskými státy a východním Pruskem. Na jaře 1945 Grebněv vytvořil mnoho fotografií dokumentujících závěrečnou fázi války. Jeho fotografie zachycují bitvy o Berlín a Říšský sněm, mezi nimi jsou fotografie Melitona Kantaria, Michail Jegorov, Štěpána Neustroeva a Ilji Sjanova. Existují fotografie Grebněva a vítězného praporu nad Reichstagem. Fotografie Grebněva byly publikovány ve vzpomínkách maršálů Žukova a Vasilevského a byly zahrnuty do vojenských sbírek a učebnic dějepisu.
Po skončení války zůstal ve východním Německu v řadách ozbrojených sil, byl fotoreportérem vojenských novin Skupiny sovětských sil v Německu. Poté demobilizoval a pracoval jako sportovní fotoreportér v časopisech Sportovní hry a Sportovní život. Zúčastnil se celounijních a mezinárodních výstav, jeho práce byly oceněny cenami a diplomy. Zemřel v roce 1976.
Kromě Grebněva, který měl na starosti fotografické materiály pro Frontovika, ilustroval noviny slavný grafik Nikolaj Michajlovič Avvakumov. Další vojenský korespondent „Frontové linie“, vojenský spisovatel Jurij Abramovič Levin, zanechal ve svých pamětech několik poznámek o Grebněvovi. Před svou smrtí dal Grebněv některé ze svých fotografií svému vojákovi a kamarádovi J. A. Levinovi, na základě těchto fotografií byla za účasti Humanitární univerzity v Jekatěrinburgu uspořádána výstava k 60. výročí vítězství, v Levinově malé vlasti.
V Nevelu místní etnografové uspořádali osobní výstavu fotografií děl Vladimíra Grebněva „Nevel. 1943“, načasovanou na 70. výročí vítězství.

## Ocenění
- Dva řády Rudé Hvězdy
- Řád vlastenecké války, 1. stupeň
- Medaile Za bojové zásluhy
- Medaile Za obranu Moskvy
- medaile Za vítězství nad Německem
- Medaile Za dobytí Berlína

## Galerie

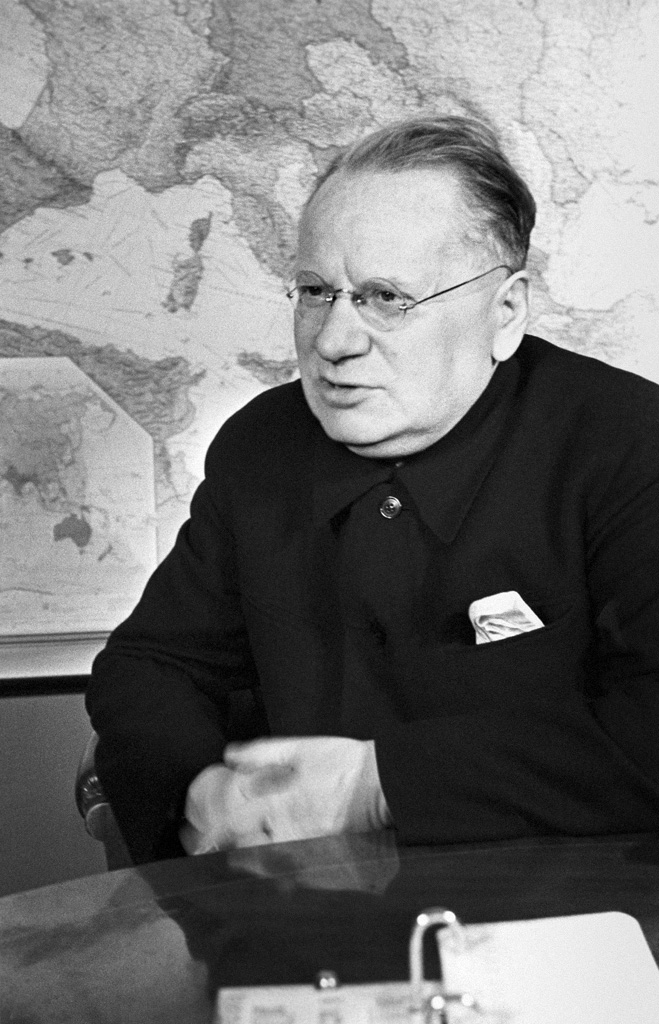
„Sovětský diplomat Maxim Maximovič Litvinov (1876–1951)“. Sovětský diplomat, státník a vůdce strany, člen komunistické strany od roku 1898, Lidový komisař pro zahraniční věci SSSR (1930–1939), 3. července 1937.
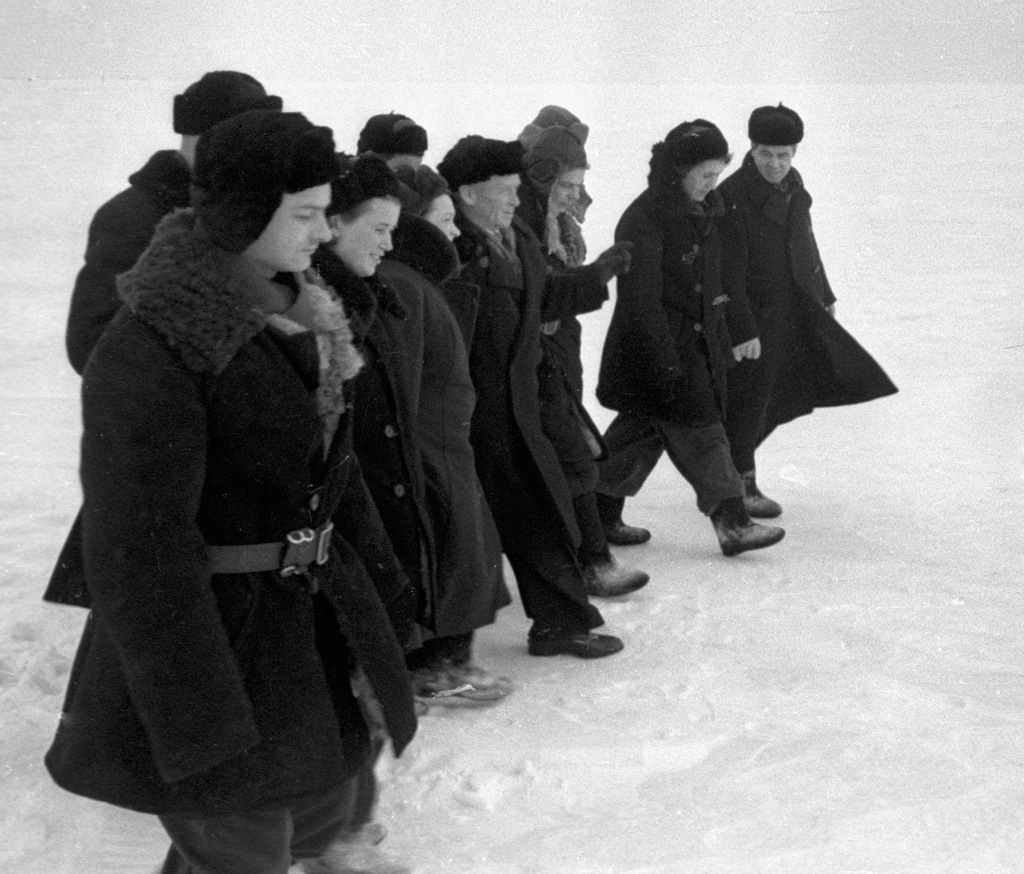
Pionýři, členové Komsomolu navštěvující místa, kde budou žít během rozvoje panenských zemí na Altajském území. Rusko, Altajské území, 1. února 1954.